# Von Unge
von Unge är en svensk adelsätt. Enligt traditionen härstammar släkten från Bjälboätten, vilket dock ej har kunnat styrkas.

## Historik
Ättens förste säkert kände stamfader var Olof Unge, som under början av 1600-talet var kronobefallningsman. En av hans söner var inspektorn Olof Olofsson (Unge) som var gift med Margareta Schaeij, och som ligger begraven i Arboga stadskyrka. Makarna fick bland andra sönerna överstelöjtnanten Petter Otto Unge och sjömilitären Olof von Unge.
Den sistnämnde, Olof von Unge, som var sjömilitär, adlades 1712 för sina insatser under Stora nordiska kriget med namnet von Unge, och introducerades på nummer 1465. Hans hustru var Catharina Palmfelt, och han fick med henne fyra barn varav de tre döttrarna gifte sig von Feilitzen, von Borneman och Wrangel. Den ende sonen Gustaf von Unge var kaptenlöjtnant vid Amiralitet och avled i Ostindien. Till hustru hade han dottern till riksrådet Anders Sjöstierna och de fick två söner, varav den äldste gick till sjöss och hörde aldrig av sig. Den yngste sonen Gustaf von Unge den yngre var överstelöjtnant vid flottan, gift med en von Boisman och fick två söner varav troligen båda var ogifta och barnlösa. Den yngste av dessa söner for utrikes och efterlystes sedan han överskridit sin permissionstid men hördes aldrig mera av, varför denna ättegren troligen blev utgången omkring år 1800.
Den ovan nämnde överstelöjtnanten Petter Otto Unge (1670-1740) var gift med Catharina Salmoon som var dotter till prosten Abrahamus Salmonius i Fellingsbro och Maria Christiernin, en ättling till Johannes Rudbeckius och av samma ursprung som ätten Tornérhielm. Deras ene son Pehr Otto Unge den yngre var överstelöjtnant vid Jämtlands regemente, och adopterades på sin farbroderns namn och nummer. Till hustru hade han Eva Gustafva von Stenhagen vars mor var friherrinnan Ehrenstrahl. Från deras båda söner, adjutanten Fredrik Otto von Unge och överjägmästaren Pehr Gustaf von Unge, härstammar den ännu fortlevande ättegrenen.